# Bamberg (krater)
För andra betydelser, se Bamberg (olika betydelser).
Bamberg är en nedslagskrater på planeten Mars, med en diameter på ungefär 55 km.
1976 namngavs den efter den tyska staden Bamberg.